# 恋のゲーム
| 専門評論家によるレビュー | 専門評論家によるレビュー |
| レビュー・スコア         | レビュー・スコア         |
| 出典                     | 評価                     |
| ------------------------ | ------------------------ |
| AllMusic                 | link                     |

『恋のゲーム』（こいのゲーム、英語: It's a Game）は、スコットランドのグループであるベイ・シティ・ローラーズの1977年のアルバム。

## 解説
『恋のゲーム』は、このバンドの5枚目のスタジオ・アルバムで、デヴィッド・ボウイを手掛けて成功していたハリー・マスリンがプロデュースした。このアルバムはアメリカ合衆国でゴールド・ディスクを獲得したが、彼らの人気は当初の爆発的な成功から大きく揺らぎはじめており、本作以降のアルバムは売り上げが縮小していった。日本でも、「人気も過熱気味」と言われたタイミングの1977年7月13日にリリースされ、7月25日付と8月1日付のオリコン・アルバムチャートで首位となった。
アメリカ合衆国では、「夢の中の恋 (You Made Me Believe in Magic)」が先行シングルとしてリリースされ、1977年8月には Billboard Hot 100 で10位まで上昇した。合衆国以外では、もともとイギリスのグループ、ストリング・ドリヴン・シングの1973年のシングル曲だった「恋のゲーム (It's a Game)」が、アルバムからの最初のシングルとなって各国のチャートでトップ10入りし、オーストラリアでは9位、オーストリアでは9位、西ドイツでは4位、アイルランドでは6位、スイスでは6位となり、ニュージーランドでは21位、イギリスでは16位となった。ベイ・シティ・ローラーズにとって「恋のゲーム」は、12曲目の全英シングルチャート入りのヒットとなったが、トップ10入りを逃した最初の曲となった。
「恋のゲーム」がヒットした地域では、2枚目のシングルとして「夢の中の恋」がリリースされたが、前作ほどのヒットにはならず、「夢の中の恋」は、オーストラリアでは36位、西ドイツでは25位、ニュージーランドでは39位、イギリスでは34位どまりで、オーストリア、アイルランド、スイスではチャート入りしなかった。「夢の中の恋」は、ベイ・シティ・ローラーズにとって最後の全英シングルチャート入りとなった。アメリカ合衆国では、「愛をささやくとき (The Way I Feel Tonight)」も、アルバム『恋のゲーム』からシングルがリリースされ、ベイ・シティ・ローラーズにとって最後の Billboard Hot 100 入りの曲となり、最高24位まで浮上した。他の地域では、「愛をささやくとき」は3枚目のシングルとしてリリースされ、オーストリアでは56位、ニュージーランドでは38位まで浮上した。
『青春に捧げるメロディー』に参加していたギタリストのイアン・ミッチェルは、1976年後半にバンドを脱退し、パット・マッグリンに交代した。マッグリンはバンドとともにツアーし、『恋のゲーム』の録音セッションにも当初から参加していたが、程なくしてバンドから追われた。完成したアルバムは、4人編成のバンドとしてのローラーズの作品とされており、完成したアルバムにはマッグリンが参加した痕跡は見出せない。その後、1978年には、結成当初のメンバーであったアラン・ロングミュアーが復帰して、バンドは再び5人編成となった。
『恋のゲーム』は、2007年10月に、「カッコー鳥 (Are You Cuckoo?)」、「青春に捧げるメロディー (Dedication)（レスリー・マッコーエン・バージョン）」、「愛をささやくとき（シングル・バージョン）」の3曲をボーナストラックとして加え、CDで再発売された。

## トラックリスト
Side One
1. 恋のゲーム "It's a Game" (Chris Adams)
2. 夢の中の恋 "You Made Me Believe in Magic" (Len Boone)
3. ハートで歌おう "Don't Let the Music Die" (Eric Faulkner, Stuart Wood)
4. ラヴ・パワー "Love Power" (Teddy Vann)
5. 愛をささやくとき "The Way I Feel Tonight" (Harvey Shield)

Side Two
1. ラヴ・フィーバー "Love Fever" (Faulkner, Wood)
2. スイート・バージニア "Sweet Virginia" (Faulkner, Wood, Derek Longmuir, Les McKeown, Pat McGlynn)
3. 孤独の涙 "Inside a Broken Dream" (Faulkner, Wood, McKeown)
4. ダンス・ダンス・ダンス "Dance, Dance, Dance" (Faulkner, Wood)
5. 炎の反逆 "Rebel Rebel" (David Bowie)

CDボーナストラック
2007年には、イギリス盤CDが、LPにボーナストラック3曲を加える形でリリースされた。
1. カッコー鳥 "Are You Cuckoo"
2. 青春に捧げるメロディー（レス・マッコーエン・バージョン） "Dedication (Les McKeown Version)"
3. 愛をささやくとき（シングル・バージョン）"The Way I Feel Tonight (Single Version)"

### 日本盤
日本盤LPではA面の6曲目として「冷たいあの娘 (The Pie)」が追加されており、1990年代以降に発売されたCDにおいてもこれを含めた11曲が収録されている。

## パーソネル
- エリック・フォークナー – ギター、ボーカル、リード・ボーカル（「炎の反逆」）
- デレク・ロングミュアー – ドラムス、ボーカル
- レスリー・マッコーエン – リード・ボーカル（「炎の反逆」以外）
- スチュアート・"ウッディ"・ウッド – ベース、ボーカル

## チャート
| チャート（1977年）                                           | 最高位 |
| ------------------------------------------------------------ | ------ |
| オーストラリア（ケント・ミュージック・レポート、アルバム）   | 10     |
| オーストリア（エードライ・オーストリア・トップ40、アルバム） | 6      |
| カナダ（RPM アルバム）                                       | 14     |
| フィンランド（スオメン・ヴィラリネン・リスタ、アルバム）     | 9      |
| 西ドイツ（Offizielle Top 100）                               | 4      |
| 日本（オリコンチャート、アルバム）                           | 1      |
| ニュージーランド（RIANZ、アルバム）                          | 12     |
| スイス（シュヴァイツァー・ヒットパラーデ）                   | 2      |
| イギリス（全英アルバムチャート/OCC）                         | 18     |
| アメリカ合衆国（Billboard 200）                              | 23     |

Singles
| 年   | シングル                                  | チャート                                      | 最高位 |
| ---- | ----------------------------------------- | --------------------------------------------- | ------ |
| 1977 | 恋のゲーム "It's a Game"                  | オーストラリア ケント・ミュージック・レポート | 9      |
| 1977 | 恋のゲーム "It's a Game"                  | イギリス 全英シングルチャート                 | 16     |
| 1977 | 夢の中の恋 "You Made Me Believe in Magic" | カナダ RPM トップ・シングル                   | 5      |
| 1977 | 夢の中の恋 "You Made Me Believe in Magic" | アメリカ合衆国 Billboard Hot 100              | 10     |
| 1977 | 夢の中の恋 "You Made Me Believe in Magic" | イギリス 全英シングルチャート                 | 34     |
| 1977 | 愛をささやくとき "The Way I Feel Tonight" | アメリカ合衆国 Billboard Hot 100              | 24     |